# Pictet & Cie
Pictet & Cie,  que hoje faz parte do Grupo Pictet, é um banco privado com sede em Genebra na Suíça  fundado em 1805 por Jacob-Michel François de Candolle e Jacques-Henry Mallet.

## História
Tudo começa com Candolle Mallet & Cie, creada em 23 de Julho de 1805, pela associação  de Candolle com Mallet e que em breve se especializou nos fundos de investimento.
O banco instala-se na cidade Velha de Genebra e se bem que a família Pictet esteja intimamente ligada a este banco, só em 1926 é que este toma o nome de Pictet & Cie. Em 2014 é formado o Grupo Pictet, e em 2006 novas instalações são abertas em Les Acacias. 
Em 2008 o grupo lança o Prix Pictet de fotografia consagrado ao Desenvolvimento sustentável .

### 2010
Por esta data começa  ingerência da estado americano nos depósitos dos seus nacionais na Europa e a 26 de Novembro de 2012 Pictet & Cie foi objecto de um "pedido de informação" pelo Departamento de Justiça dos Estados Unidos .
Em Fevereiro de 2013, o grupo Pictet anunciou que renunciava ao estatuto de banco privado (segundo os termos do direito suíço) tomando a forma de uma sociedade comanditada por accões .

## Actividades
- Gestão de fortunas
- Gestão de actividades
- Asset Services - serviços de administração de fundos de investimento
- Pictet Alternative Investments - para gerir hedge funds et de private equity